# Матараццо, Гейтен
Гаэтано Джон «Гейтен» Матараццо II (англ. Gaetano John «Gaten» Matarazzo II, МФА [ˈɡeɪtən ˌmætəˈræzoʊ], род. 8 сентября 2002, Нью-Лондон) — американский актёр. Наиболее известен по роли Дастина Хендерсона в телесериале «Очень странные дела». Исполнил роль Гавроша в бродвейской постановке мюзикла «Отверженные» (2014). В 2017 году снялся в клипе Кэти Перри «Swish Swish».

## Ранняя жизнь
Матараццо родился 8 сентября 2002 года в Нью-Лондоне, Коннектикут, США, в семье Гаэтано-младшего. Однако все своё детство провёл в Литл Эгг Харбор Тауншип. Имеет итальянские и еврейские корни. С детства имеет ключично-черепной дизостоз. У Матараццо также есть старшая сестра и младший брат.

## Личная жизнь
С 2018 года состоит в отношениях с актрисой Элизабет Ю.

## Фильмография
| Год          |    | Русское название                                    | Оригинальное название                                | Роль             |
| ------------ | -- | --------------------------------------------------- | ---------------------------------------------------- | ---------------- |
| 2015         | с  | Чёрный список                                       | The Blacklist                                        | Финн             |
| 2016 — н. в. | с  | Очень странные дела                                 | Stranger Things                                      | Дастин Хендерсон |
| 2019         | мф | Angry Birds 2 в кино                                | The Angry Birds Movie 2                              | Бабба            |
| 2021         | с  | Вафля и Моти                                        | Waffles + Mochi                                      | Кейси            |
| 2022         | ф  | Общество чести                                      | Honor Society                                        | Майкл Дипникки   |
| 2022         | мф | Папин дракон                                        | My Fatherʼs Dragon                                   | Борис            |
| 2023         | с  | Нечестная игра                                      | Foul Play                                            | Кевин Кинднес    |
| 2023         | ф  | Пожалуйста, не уничтожайте: сокровище туманной горы | Please Don't Destroy: The Treasure of Foggy Mountain | камео            |
| 2024         | мс | LEGO Звёздные войны: Восстанови Галактику           | Lego Star Wars: Rebuild the Galaxy                   | Сиг Гриблинг     |

### Музыкальные клипы
| Год  | Название            | Исполнитель                           | Примечания |
| ---- | ------------------- | ------------------------------------- | ---------- |
| 2017 | «Swish Swish»       | Кэти Перри (совместно с Ники Минаж)   | [ 10 ]     |
| 2017 | Lost Boys Life      | Computer Games (Darren & Chuck Criss) | [ 11 ]     |
| 2020 | Meet Me on the Roof | Green Day                             | [ 12 ]     |

## Театр
| Год       | Название                                  | Роль                     | Место проведения                | Примечания |
| --------- | ----------------------------------------- | ------------------------ | ------------------------------- | ---------- |
| 2011-2012 | Присцилла, королева пустыни               | Бенджамин                | Театр «Палас»                   | [ 13 ]     |
| 2012      | Божественное заклинание                   | Иисус                    | Театр «Круг в квадрате»         | [ 14 ]     |
| 2012      | Рождественское шоу Радио-Сити             | Бен                      | Тур по США                      | [ 15 ]     |
| 2013      | Отверженные                               | Гаврош                   | Турне по Северной Америке       | [ 16 ]     |
| 2014-2015 | Отверженные                               | Гаврош / Маленький Жерве | Театр «Империал»                | [ 16 ]     |
| 2019      | В лес                                     | Джек                     | Голливуд-боул                   | [ 17 ]     |
| 2022      | Дорогой Эван Хэнсен                       | Джаред Кляйнман          | Театр «Музыкальная шкатулка»    | [ 18 ]     |
| 2022      | Парад                                     | Фрэнки Эппс              | Центр Нью-Йорка                 | [ 19 ]     |
| 2023      | Суини Тодд, демон-парикмахер с Флит-стрит | Тобиас Рэгг              | Театр «Лант-Фонтэнн»            | [ 20 ]     |
| 2023      | Гутенберг! Мюзикл!                        | Продюсер                 | Театр имени Джеймса Эрла Джонса | [ 21 ]     |

## Награды и номинации
| Год  | Премия                         | Категория                                                               | Номинация за        | Результат | Примечания |
| ---- | ------------------------------ | ----------------------------------------------------------------------- | ------------------- | --------- | ---------- |
| 2017 | Премия «Молодой актёр»         | Лучшая мужская роль в цифровом телесериале или фильме — актёр-подросток | Очень странные дела | Номинация | [ 22 ]     |
| 2017 | Премия Гильдии киноактёров США | Лучший актёрский состав в драматическом сериале                         | Очень странные дела | Победа    | [ 23 ]     |
| 2017 | Shorty Awards                  | Лучший актёр                                                            | Очень странные дела | Победа    | [ 24 ]     |
| 2018 | Премия Гильдии киноактёров США | Лучший актёрский состав в драматическом сериале                         | Очень странные дела | Номинация | [ 25 ]     |
| 2018 | MTV Movie & TV Awards          | Лучшая актёрская команда                                                | Очень странные дела | Номинация | [ 26 ]     |
| 2019 | Teen Choice Awards             | Выбор летней телезвезды: Мужчина                                        | Очень странные дела | Номинация | [ 27 ]     |
| 2020 | Премия Гильдии киноактёров США | Лучший актёрский состав в драматическом сериале                         | Очень странные дела | Номинация | [ 28 ]     |
| 2022 | Премия «Сатурн»                | Лучшая роль молодого актёра или актрисы в телесериале                   | Очень странные дела | Номинация | [ 29 ]     |
| 2023 | Kids’ Choice Awards            | Любимый мужчина-телезвезда                                              | Очень странные дела | Номинация | [ 30 ]     |